# A Day in Dayton
A Day in Dayton – album koncertowy Elvisa Presleya, stanowiący zapis dwóch występów 6 października 1974 roku w Dayton. Pierwszy z nich odbył się o 14:30, a drugi – 20:30). Elvis mi na sobie Blue Rainbow suit (14:30) i Chinese Dragon suit (20:30).

## Lista utworów
Pierwszy występ:
1. "2001 Theme"
2. "See See Rider"
3. "I Got a Woman – Amen"
4. "Love Me"
5. "If You Love Me + reprise"
6. "It’s Midnight"
7. "Big Boss Man"
8. "Fever"
9. "Love Me Tender"
10. "Hound Dog + reprise"
11. "Introductions"
12. "Guitar Solo (James Burton)"
13. "Drum Solo (Ronnie Tutt)"
14. "Bass Solo (Duke Bardwell)"
15. "Piano Solo (Glen D Hardin)"
16. "All Shook Up"
17. "Teddy Bear – Don’t Be Cruel"
18. "Heartbreak Hotel"
19. "Why Me Lord"
20. "Promised Land"
21. "You Gave Me a Mountain"
22. "Let Me Be There + reprise"
23. "Hawaiian Wedding Song+ reprise"
24. "Can’t Help Falling in Love"
25. "Closing Vamp"

Drugi występ:
1. "2001 Theme"
2. "See See Rider"
3. "I Got a Woman – Amen"
4. "Love Me"
5. "If You Love Me "
6. "Fever"
7. "Big Boss Man"
8. "Love Me Tender"
9. "Hound Dog"
10. "The Wonder of You"
11. "Blue Suede Shoes"
12. "Introductions"
13. "Guitar Solo (James Burton)"
14. "Drum Solo (Ronnie Tutt)"
15. "Bass Solo (Duke Bardwell)"
16. "Lawdy, Miss Clawdy (Glen D Hardin)"
17. "All Shook Up"
18. "Teddy Bear – Don’t Be Cruel"
19. "Heartbreak Hotel"
20. "Why Me Lord + reprise"
21. "That’s All Right"
22. "Blue Christmas"
23. "Let Me Be There + reprise"
24. "Hawaiian Wedding Song+ reprise"
25. "Johnny B. Goode"
26. "Can’t Help Falling in Love"
27. "Closing Vamp"